# Jacques-Jean Barre
Jacques-Jean Barre (3. srpna 1793 v Paříži – 10. června 1855 tamtéž) byl francouzský umělec. Jako hlavní rytec mincí v pařížské mincovně v letech 1843-1855 byl autorem velké pečeti Francie a prvních dvou sérií francouzských poštovních známek.

## Životopis
Barre nastoupil do pařížské mincovny jako rytec kolem roku 1810. Po smrti Nicolase-Pierra Tioliera v roce 1842 se stal jeho nástupcem jako generální rytec mincí. Zejména král Ludvík Filip mu zadal vytvořit velké portréty v sádrových medailonech mnoha členů královské rodiny.
Za druhé republiky byl zodpovědný za návrh a dohlížel na rytinu bankovek v hodnotě 500 a 1000 franků. V roce 1848 vytvořil matrici pro novou velkou pečeť republiky a pečetě Národního shromáždění. Je také návrhářem a rytcem prvních poštovních známek Francie s podobiznou Ceres a Napoleona III., které do roku 1876 vytiskl v Hôtel de la Monnaie Anatole Hulot.
Za druhé republiky se razilo několik mincí. Od zvolení Ludvíka Napoleona v prosinci 1848 prezidentem republiky do státního převratu dne 2. prosince 1851 provedl rytinu 5 frankových a 1 frankových mincí s podobiznou prostovlasého Ludvíka Napoleona s textem „prezident republiky". Po vyhlášení císařství v roce 1852, vyryl stejné mince, ale tentokrát s legendou „Francouzské císařství" a "Císař Napoleon III".
Vyryl také 1 a 2 centimové mince pro Švýcarsko, které byly raženy v letech 1850–1946.
Ze zdravotních důvodů odstoupil ze své funkce v roce 1855.
Jeho nejmladší syn Désiré-Albert Barre (1818–1878) po něm nastoupil do funkce generálního rytce mincí. Byl rytcem zejména mincí a známek Druhého císařství s podobiznou Napoleona III. s vavřínovým věncem.
Jeho starší syn Jean-Auguste Barre (1811–1896), známý sochař a oficiální malíř portrétů císařské rodiny se v roce 1878 stal po svém mladším bratrovi generálním rytcem mincí za třetí republiky, ale tuto pozici zastával pouze jeden rok.